# Боети (Кунео)
Боети је насеље у Италији у округу Кунео, региону Пијемонт.
Према процени из 2011. у насељу је живело 39 становника. Насеље се налази на надморској висини од 558 м.